# Gertrude Eberl-Rothe
Gertrude Eberl-Rothe, född 14 mars 1912 i Wien, död 1998, var en zoolog och läkare från Österrike.

## Biografi
Gertrude Eberl-Rothes far var lärare och sympatisör av Lebensreform-rörelsen. Rothe började studera zoologi och botanik vid universitetet i Wien och  blev 1937 doktor. Hon fick anställning vid institutet för histologi och embryoforskning. Året 1942 gifte hon sig med Ralph Eberl-Elber som var antropolog och Afrikaforskare. Maken dog 1950. Eberl-Rothe fick sin habilitation med en publikation om en kanal i människans ryggmärg. Under de följande åren upptäckte hon tillsammans med kolleger att nervsystemet hos primitiva djur kan synliggöras med silverpuder. Eberl-Rothe publicerade läroböcker om primaternas blodbildande organ som ryggmärg, mjälte och andra delar av lymfatiska systemet. Mellan 1961 och 1975 hade hon en egen avdelning för jämförande histologi. Under flera år höll hon föreläsningar för zoologer och läkare i utbildning.
Eberl-Rothe tilldelades 1964 ett pris som är uppkallat efter den österrikiska presidenten Theodor Körner för personer i vetenskap och konst.

## Publikationer (urval)
Gertrude Eberl-Rothe utgav bland annat:
- Zur Technik der Gefäßinjektion, i Mikroskopie, 1951
- Blut- und Kreislauforgane, i Primatologia, 1960
- Die mikroskopische Anatomie der Primatenmilz, i Primatologia, 1960